# جيل فان دام
جيل فان دام (10 أكتوبر 1983 بلجيكا - ) هو لاعب كرة قدم بلجيكي، يلعب كمدافع.

## مسيرته الكروية
لعب جيل فان دام خلال مسيرته الاحترافية مع 10 أندية في اثنين وعشرين موسمًا وسجل خلالها 39 هدفًا ضمن 443 مباراة. حيث فاز في أربعة مواسم بالكأس وفي أربعة مواسم بالدوري.
خاض جيل فان دام مسيرته مع نادي أياكس أمستردام في موسم 2001–02 واستمر معه طيلة ثلاثة مواسم، مشاركًا في 18 مباراة ولم يسجل أي هدف. ثم انتقل إلى نادي ساوثهامبتون في موسم 2004–05 لمدة موسم واحد، حيث شارك في 6 مباريات ولم يسجل أي هدف أيضًا. لينتقل بعدها إلى نادي فيردر بريمن في موسم 2005–06 لمدة موسم واحد، مشاركًا في 8 مباريات سجل خلالها هدفًا واحدًا. ثم انتقل إلى نادي رويال أندرلخت في موسم 2006–07 ليلعب معه أربعة مواسم، مشاركًا في 110 مباراة سجل خلالها 17 هدفًا. هذا وانتقل لاحقًا إلى نادي ستاندارد لييج في موسم 2010–11 ليلعب معه ستة مواسم، مشاركًا في 163 مباراة سجل خلالها 17 هدفًا أيضًا. ثم انتقل بعدها إلى نادي لوس أنجلوس غلاكسي في عامي 2016-2018 ولمدة موسمين، مشاركًا في 46 مباراة سجل خلالها هدفًا واحدًا. ليعود وينتقل من جديد، لكن هذه المرة إلى نادي رويال أنتويرب في موسم 2017–18 ولمدة موسمين، مشاركًا في 56 مباراة سجل خلالها هدفًا واحدًا أيضًا. لينتقل بعدها إلى نادي لوكيرين في موسم 2019–20 لمدة موسم واحد، مشاركًا في 23 مباراة سجل خلالها هدفًا واحدًا أيضًا.

## وصلات خارجية
جيل فان دام على موقع الاتحاد الأوربي (الإنجليزية)
- جيل فان دام على موقع الاتحاد البلجيكي (الإنجليزية)
- جيل فان دام على موقع الدوري الأمريكي (الإنجليزية)
- جيل فان دام على موقع قاعدة بيانات كرة القدم.إي يو (الإنجليزية)
- جيل فان دام على موقع ناشيونال فوتبول تيمز (الإنجليزية)
- جيل فان دام على موقع Soccerbase.com (لاعب) (الإنجليزية)
- جيل فان دام على موقع Soccerway.com (الإنجليزية)
- جيل فان دام على موقع عالم كرة القدم.نت (الإنجليزية)
- جيل فان دام على موقع AS.com (الإسبانية)